# Fredrik Wilhelm Grill
Fredrik Wilhelm Grill, född 1 september 1784 på  Godegårds herrgård i Godegårds socken, död där 3 juni 1861, var en svensk protokollssekreterare och brukspatron.

## Biografi
Fredrik Wilhelm Grill var son till Jean Abraham Grill (1736–1792) och Ulrika Lovisa Lüning (1744–1824) samt från 1813 gift med Regina Christina Nordenfeldt (1797–1883), som var dotter till Johan Niklas Nordenfeldt (1759–1825). Makarna Grill fick åtta barn, varav sönerna Johan Wilhelm Grill, Claes Grill och Andreas Gustaf Grill nådde betydelsefulla positioner. Grill var även morfar till Gustaf Fredrik Östberg, grundare av det Moderata samlingspartiet samt industrimannen Petter Östberg.
Grill skrevs in som student vid Upsala akademi 1796 och blev extra ordinarie kanslist i Utrikes Expeditionen 1803 och vid Inrikes Expeditionen senare samma år. Han blev kopist vid Inrikes Expeditionen 1805 och kanslist 1807 samt protokolls-sekreterare i Kammar-Expeditionen 1808. Under de år han var verksam i Stockholm bodde han hos sin barnlösa faster Anna Maria Preis på hennes egendom Ulfsunda i Bromma. Paret Preis ville gärna adoptera honom för att den friherrliga Preisiska ätten inte skulle utgå. Förutom "lott och byte" testamenterade paret 25 000 riksdaler till Fredric Wilhelm Grill. Han begärde avsked från sina uppdrag 1810 för att delta i arbetet vid familjens egendomar. Han var förvaltare på Godegård herrgård för husets gemensamma räkning 1811–1814. Grill blev ägare och boende på Mariedamms herrgård 1814. Mariedamm, som var hans arvslott efter fadern, fick under hans tid flera nybyggnader och nya odlingar; dessutom prospekterade han flera nya järngruvor och förbättrade masugnen. Vid moderns död 1824 ärvde han sin laglott och lyckades han efter hand lösa ut alla sina syskon från Godegård och samtidigt behålla egendomarna i Mariedamm. Grill blev brukspatron på Godegårds bruk 1825 och han valde han att flytta till Godegårds herrgård 1827. Trots den tunga ekonomiska sitsen kunde han vidmakthålla de dyrbara trädgårds- och parkanläggningar som fadern inrättat. Grill var noggrann i sina affärer och hade fördenskull en obegränsad kredit vid kreditinstituten i Stockholm. Han lyckades på kort tid betala största delen av de skulder som var belastade för egendomarna.
Grill var språkkunnig, beläst och musikalisk. Han spelade flera instrument, bland annat flöjt, violin och piano. Han komponerade också musik för olika tillfällen och påstås i något sammanhang ha korresponderat med Joseph Haydn. Noterna till tre stråkkvartetter av Grill har funnits på Godegård och återfanns för några år sedan på ett antikvariat i Vadstena. Grill blev begravd den 16 juni 1861 i familjegraven vid Godegårds kyrka.

### Familj
Grill gifte sig 1 september 1813 på Björneborg i Visnums socken med Regina Christina Nordenfelt (född 1797), dotter till löjtnanten och brukspatronen Johan Niclas Nordenfelt och friherrinnan Anna Wilhelmina Posse af Säby. De fick tillsammans barnen Anna Lovisa Grill (född 1814) som var gift med häradshövdingen Gustaf Östberg, brukspatronen Johan Wilhelm Grill (1815–1864), militären Claes Grill (1817–1907), Johanna Regina Grill (1819–1820), militären Fredric Carlos Grill (1821–1840), Ulrica Regina Grill (född 1822) som var gift med brukspatronen Anton Gustaf Grill, Mathias Anthony Grill (född 1824), Sophia Wilhelmina Christina Grill (född 1825) som var gift med brukspatronen Bror Daniel Julius Tisell, Andreas Grill (1827–1889), Nils Ulric Grill (1829–1835), Johanna Charlotta Grill (född 1831) som var gift med läkaren Lars Johan Lundblad, Mariana Carolina Grill (född 1833) som var gift med brukspatronen Howard Carlos Tycho Grill och Ludvig Abraham Grill (1836–1836).

## Källa
- Svenska Slägtboken, Första serien, Första bandet, sidan 113-114, Libris 37506
- Skyllberg 1346*1646*1946 Minnesskrift, Bertil Waldén, del 2, Libris 645199
- Riksarkivet släkten Grill